# Casa Babiloni-Bardoll
La Casa Babiloni-Bardoll, sita en la calle Mesón de Vilafamés, en la comarca de la Plana Alta, es un edificio residencial fortificado y datado en 1561 como se indica en el dintel de uno de los balcones, además de la palabra Gual, que podría ser el apellido del propietario original. Está catalogado como Bien de Interés Cultural según consta en el ANEXO II Bienes de interés cultural comprendidos en el conjunto histórico, del Decreto 80/2005, de 22 de abril, por el que se declara Bien de Interés Cultural el Conjunto Histórico de Vilafamés; con código 12.05.128-023 de la Generalidad valenciana, y anotación ministerial RI-51-0011560, y fecha de anotación febrero de 2006.